# Skagerak Arena
Skagerak Arenais een voetbalstadion in de Noorse stad Skien. Het stadion werd geopend in 2006 en verving het oude Odd stadion. Naast voetbal, vaste bespeler is Odd Grenland, wordt het incidenteel ook gebruikt voor popconcerten.